# RecordJet
recordJet is een Duits muziekdistributieplatform en platenlabel. Ook beschikt het over het sublabel Vegan World Entertainment.

## Geschiedenis
Recordjet werd in 2008 in Berlijn opgericht door muziekproducent Jorin Zschiesche met als doel nieuwe distributiemogelijkheden te creëren voor onbekende muzikanten en kleine labels.  Sinds 2013 bedient recordJet tevens de Engels- en Spaanstalige (Zuid-Amerika) markt. Sinds 2021 bedient recordJet ook de Spaanstalige markt in Spanje.

## Diensten
In tegenstelling tot veel andere labels/platformen, werkt Recordjet op basis van een vast jaarlijks tarief, waarmee de mogelijkheid bestaat om tot 100 procent van de inkomsten uit de digitale verkoop van werken te ontvangen zonder rechten over te dragen. Daarnaast worden andere diensten aangeboden, zoals het gebruik van de labelcode (LC24625) en het drukken en verspreiden van fysieke cd's.

## Artiesten (selectie)
- Michel van Dyke
- MazeMirror
- The Freedom Warriors
- Elijah
- Patty Gurdy
- Hannes Smith
- Jazz Dialogue
- Andrea Brand
- Les Blue Jay Sisters
- Nina Monschein
- David Bay
- Bury Me Alive
- Plain Folly
- Solaris D
- KEV!N
- Electric Outlet
- Stonehenge Connection
- Headtrick
- Zuna